# Bandera de la província de Frísia
La bandera de la província de Frísia és la bandera oficial de la província neerlandesa de Frísia, un dels diversos territoris que componen la nació històrica de Frísia (en frisó occidental: Fryslân, en frisó septentrional: Fraschlönj, en frisó oriental: Fräislound).
La bandera consta de quatre bandes (diagonals) blaves i tres blanques; a les bandes blanques hi ha un total de set pompeblêden vermells (terme utilitzat per a la fulla del nenúfar groc utilitzada com a càrrega en heràldica). Segons les instruccions oficials "no han de tenir forma de cor". La bandera fou reconeguda l'any 1897 per l'Executiu Provincial. El 1927 va ser utilitzada oficialment per primer cop pel govern provincial, però no va ser fins al 1957 en que l'adoptà i presentà a la reina per a la seva confirmació.
Les samarretes del club de futbol SC Heerenveen i de la banda Blauhúster Dakkapel estan modelades a partir d'aquesta bandera.

## Simbolisme
Els set pompeblêden vermells (o seeblatt, mot alemany utilitzat internacionalment per anomenar-los) són una referència als "països del mar" frisons a l'Edat Mitjana: regions independents al llarg de la costa des d'Alkmaar fins al riu Weser que es van aliar contra els vikings. No hi ha constància que hi haguessin set caps diferents, però el nombre set probablement té la connotació de "moltes". Tanmateix, segons algunes fonts, hi havia set territoris frisons: Frísia Occidental, Westergoa, Eastergoa, Hunsingo, Fivelingo, Emsingo i Jeverland.
Els pompeblêden s'utilitzen també en d'altres banderes, com és la d'Ommelanden, a la província veïna de Groningen, una zona històricament frisona. En el projecte de bandera panfrisona proposat per l'organització activista Groep fan Auwerk que advoca per una Frísia independent; o la del Consell Interfrisó.

Bandera d'Ommelanden.
Bandera panfrisona.
Bandera del Consell Interfrisó.

### Colors
Els diferents codis de color són els següents:
| Model de color | Blau       | Blanc         | Vermell     |
| -------------- | ---------- | ------------- | ----------- |
| Pantone        | 2145C      | Blanc         | Warm Red C  |
| RGB            | 1, 85, 165 | 255, 255, 255 | 238, 62, 52 |
| CMYK           | 99-49-0-35 | 0-0-0-0       | 0-74-78-7   |
| HTML           | #0155A5    | #FFFFFF       | #EE3E34     |